# Tuenno
Tuenno település Olaszországban, Trento megyében.  Tuenno Campodenno, Cles, Cunevo, Denno, Flavon, Nanno, Tassullo és Terres községekkel határos.

## Népesség
A település népességének változása: